# Filmplakat

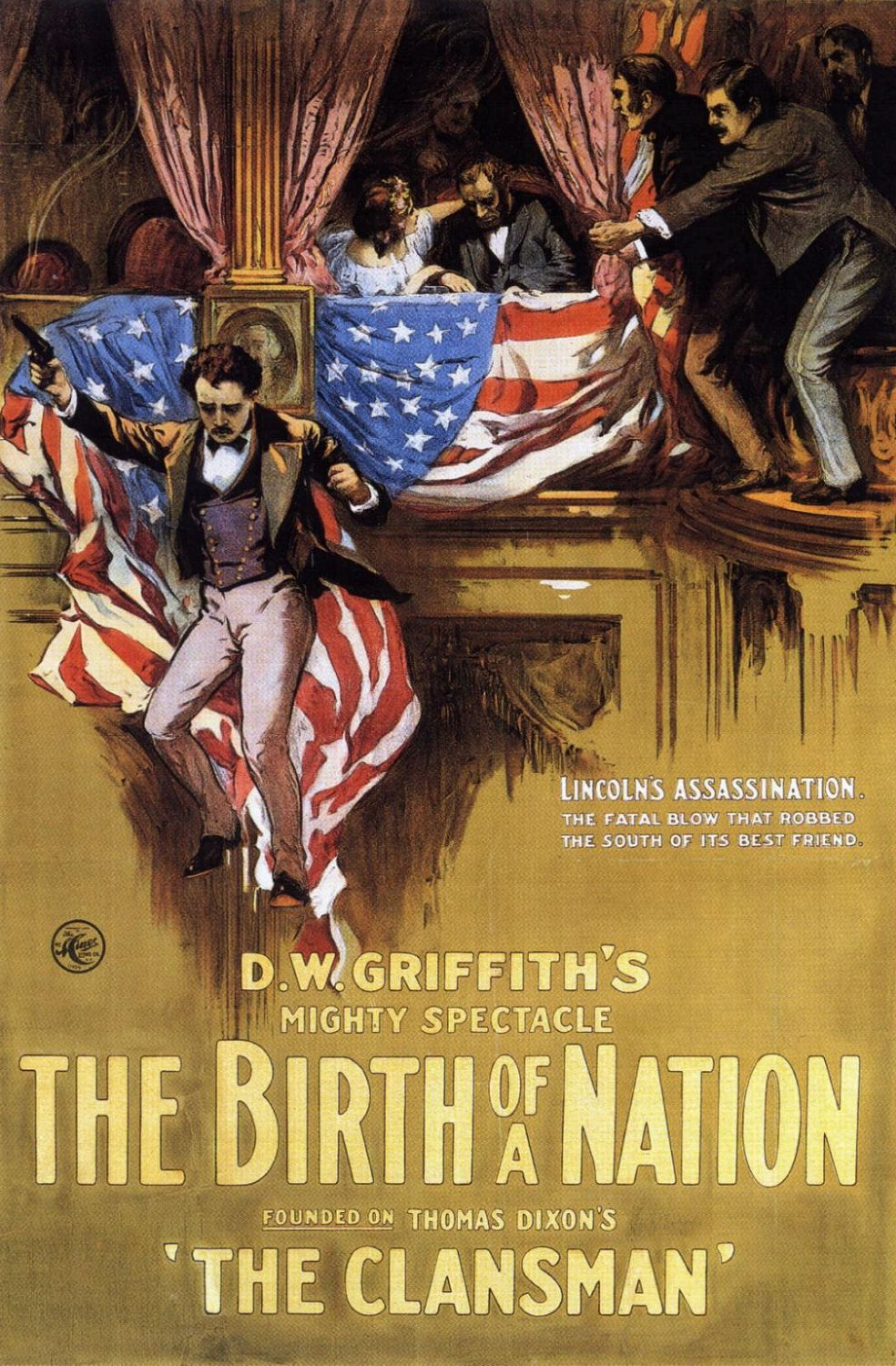
Filmplakat zum Film Die Geburt einer Nation (USA, 1915)

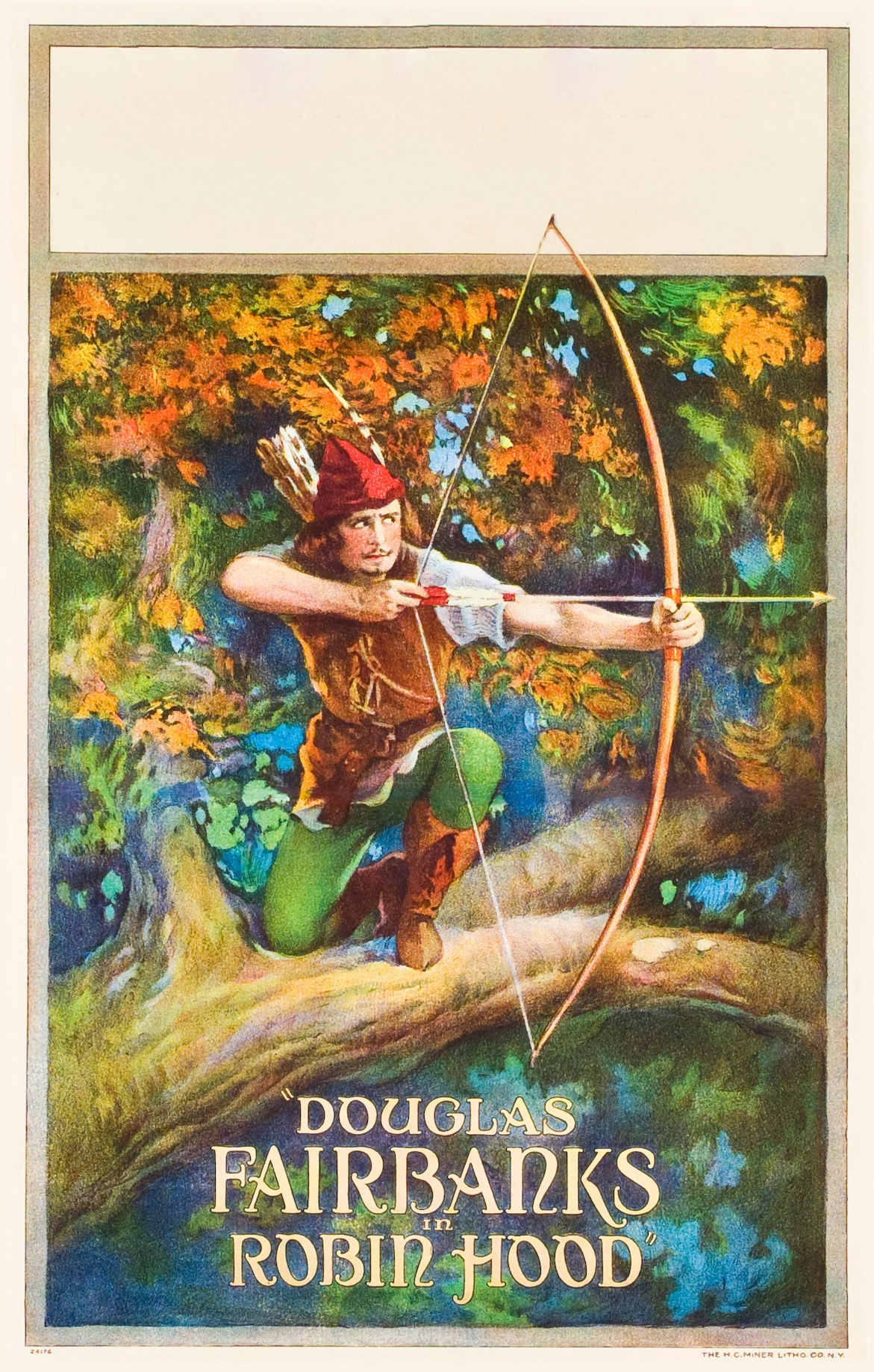
Robin Hood im Sherwood Forest – Filmplakat zum Film von 1922

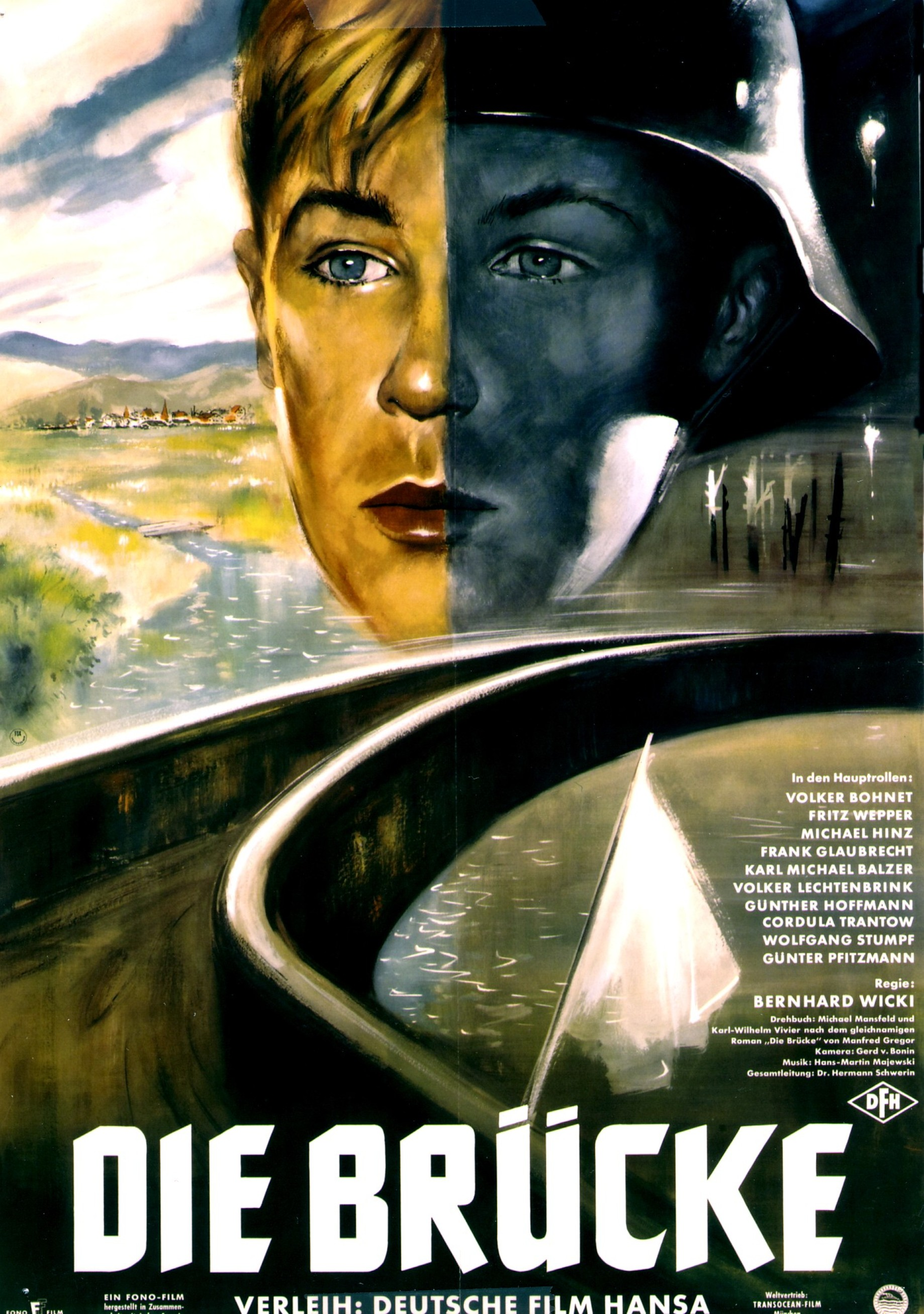
Die Brücke, Filmplakat zum Film.
Illustrator Helmuth Ellgaard, 1959

Ein Filmplakat ist ein Plakat, das einen Film bewirbt.

## Geschichte
Filmplakate gibt es bereits so lange, wie es Filme gibt. Bereits die Gebrüder Lumière bewarben ihre Filme mit Anzeigen und Plakaten – wenngleich diese lediglich aus Text bestanden. Mit der Entwicklung des Films zu einem Massenmedium begann sich auch die Plakatgestaltung weiterzuentwickeln. So veränderten sich die Art der Angaben auf den Plakaten, und größere Produktionen, wie sie ab etwa 1910 immer häufiger hergestellt wurden, wurden auch illustriert. Ab etwa 1920, als fast nur noch Langfilme hergestellt wurden, waren die meisten Plakate illustriert – viele Gebrauchsgrafiker waren auf das Plakatzeichnen spezialisiert. In der Regel wurde eine markante Szene des Films nachillustriert und mit Angaben zum Filmtitel und den Darstellern ergänzt. Oft wurden diese Plakate farbig gestaltet, obwohl der Film in schwarz/weiß war. Später wurden auch Filmbilder als Plakatmotiv verwendet.

## Formate und Verwendung
Die Größe der Filmplakate hat sich im Laufe der Geschichte verändert. Zum Teil liegt dies auch am Bedeutungsverlust, den Filmplakate in einer Werbekampagne einnehmen. Zumindest bis in die 1950er-Jahre waren Plakate das wichtigste Medium zur Bewerbung eines Films. Dementsprechend viele und große Plakate umwarben im Stadtbild die Aufmerksamkeit der Passanten. Heutzutage spielen Filmplakate neben Werbung in Fernsehen, Radio, Internet und anderen, jüngeren Werbemaßnahmen nur noch eine kleine Rolle.
Zur Stummfilmzeit war in Österreich, wo die Filmplakate großformatiger als in anderen Ländern waren, das Standardformat 126 × 95 cm. In der zweiten Hälfte der 1920er-Jahre kam sogar ein Großformat von 280 × 126 cm in Verwendung. Dieses, aus zwei Teilen bestehende, Plakat nahm eine ganze Litfaßsäulenhöhe in Anspruch. Das größte Format in Deutschland war zu dieser Zeit 210 × 95 cm.
Verschiedene Kinos waren in der Lage, an der Außenfassade übergroße gemalte Filmankündigungen unterzubringen, die von geschulten Künstlern erstellt wurden.
Für die Kinos werden Plakate zum Aushang in unterschiedlichen Formaten hergestellt. Die größten Formate sind gegenwärtig DIN A0 (841 × 1189 mm), verwendet für Wandaushang in den Vorräumen der Kinos, dann DIN A1 (594 × 841 mm, als Ankündigungsplakat verwendet für Stellwände und Aushangkästen) und DIN A3 (297 × 420 mm) für die Aushangkästen.

## Gestaltung
Ein großes Foto, Illustration oder Collage nimmt meist den Hauptteil eines Filmplakates ein. Ergänzt werden die Filmankündigungen in der Regel durch mehrere einzelne Filmbilder, die Ausschnitte aus den Filmen zeigen. Hierbei sind, je nach Werbeetat, durchaus Unterschiede in der Anzahl und in der Qualität der Filmbilder vorhanden.
Verschiedene Filmverleihe hatten in der Vergangenheit auch untersagt, besondere Filminhalte auf den Filmfotos oder den Filmplakaten darzustellen. So durfte zum Beispiel die Maske des Schauspielers Charles Laughton als Quasimodo für den Film Der Glöckner von Notre Dame (1939) zu jener Zeit weder im Filmplakat noch in den Aushangbildern gezeigt werden.

## Bedeutung als Sammlerobjekte
Filmplakate erfreuen sich heute einer großen Sammlerschaft.
So wurde z. B. im November 2005 das vom Grafiker Heinz Schulz-Neudamm gezeichnete Metropolis-Filmplakat in London für 398.000 Pfund Sterling (ca. 600.000 Euro) verkauft, der höchste bis dato gezahlte Preis für ein solches Poster.
Auch die handgemalten Filmplakate aus Ghana wurden in westlichen Kunstkreisen in den letzten Jahren zu begehrten Sammelobjekten, die auch immer wieder in Museen und Galerien ausgestellt und verkauft werden.

## Bekannte Illustratoren von Filmplakaten
- John Alvin (Blade Runner, E. T. – Der Außerirdische, Cocoon, Die Farbe Lila, Mosquito Coast, …)
- Hans Braun (Die Katze auf dem heißen Blechdach; Vom Winde verweht; insgesamt über 800 deutsche Filmplakate)
- Reynold Brown (Der Schrecken vom Amazonas, Attack of the 50 Foot Woman, Alamo, Der Mann vom großen Fluß)
- Renato Casaro (Mein Name ist Nobody, Der mit dem Wolf tanzt, Running Man, Angel Heart, Der letzte Kaiser, Sag niemals nie, James Bond 007 – Octopussy...)
- Klaus Dill (Tanz der Vampire von Roman Polański; Bus Stop; Zwölf Uhr mittags und zahlreiche andere Western)
- Helmuth Ellgaard (Die Brücke, Nacht fiel über Gotenhafen)
- Josef Fenneker (1895–1956) (deutscher Maler und Grafiker, der über 250 Filmplakate für große Berliner Uraufführungskinos entwarf, vor allem für das Filmtheater Marmorhaus)
- Rolf Goetze (erste bekannte Titel aus 1948, letztes bekanntes Plakat aus 1972. Der wohl produktivste Filmplakat-Maler dieser Zeit. Hat mindestens 800 deutsche Filmplakate erstellt, darunter: Psycho (A1, 1960); Vom Winde verweht (WA-A1, 1953); Draculas Rückkehr (1968); Major Barbara (1949); Der rote Rausch (1962); König der heißen Rhythmen (1964); Die Zehn Gebote (A0+A1 1957))
- Boris Grinson (1907–1999) (zeichnete bis 1972 fast 2000 Filmplakate, danach zumeist nur noch Porträts und Landschaften)
- Josh Kirby (Die Rückkehr der Jedi-Ritter, Krull, Beastmaster und die bekannte „Kopie“ von Pieter Brueghels „Turm zu Babel“ für den Monty-Python-Film Das Leben des Brian.)
- Ernst Litter (1918–2006) (Maler und Grafiker, entwarf etwa 600 Filmplakate) Die Sünderin, La Strada – Das Lied der Straße, Die Halbstarken
- Theo Matejko Die (Nibelungen)
- Frank McCarthy und Robert McGinnis (James-Bond-Filme von Feuerball bis Der Mann mit dem goldenen Colt)
- James Montgomery Flagg (In den Fesseln von Shangri-La von Frank Capra)
- Guy Gérard Noël (1912 – 28. April 1994) (Fahrenheit 451 (frz. Plakat)) und weitere über 1000 Filmplakate darunter viele für die bekannten Hammer-Horror-Filme und der Horror-Filme aus dem Universal Studios Filmverleih.
- Bob Peak (Star-Trek-Serie, My Fair Lady, Apocalypse Now, Superman: The Movie, West Side Story, Rollerball, Camelot, In Like Flint, Der Spion, der mich liebte)
- Lutz Peltzer (Psycho, Frühstück bei Tiffany, Vertigo, …)
- Peter Pewas
- Georg Schubert (1911–2005)
- Heinz Schulz-Neudamm (1899–1969) (wichtigstes und bekanntestes Plakat Metropolis)
- Armando Seguso (Vom Winde verweht)
- Roger Soubie (1898–1984) (Vom Winde verweht frz. Wiederauff.plakat) Er schuf über 2000 Plakate zu Filmen
- Drew Struzan (Krieg der Sterne, Indiana Jones und über 150 weitere Filmplakate)
- Saul Bass (Vertigo, Spartacus, The Man With the Golden Arm, Anatomy of a Murder, The Shining)

### Bücher in deutscher Sprache
- Volker Pantel: Das Buch der Filmplakate. Filmplakate der goldenen Kinojahre 1946–1966. 1. Auflage. Günter Albert Ulmer Verlag, Schönaich 1984, ISBN 3-924191-04-2.
- Volker Pantel, Manfred Christ: 444 Filmplakate der goldenen Kinojahre 1946–1966. Verlag Wilfried Eppe, Bergatreute 1993, ISBN 3-89089-650-2.
- Manfred Christ: 700 Filmplakate der goldenen Kinojahre 1946–1966. Band 2. Eigenverlag, Essen 2002, ISBN 3-00-008830-X.
- Manfred Christ: Plakatkunst Ernst Litter. Eine Werkauswahl in 650 Abbildungen. Eigenverlag, Essen 2000, ISBN 3-88474-908-0.
- Thomas Nixdorf: Licence to Thrill – James Bond Plakate 1962–1997. Plakatkonzept, Hannover 1997, ISBN 3-9803792-3-X.
- Manfred Christ: Von Tarzan bis Old Shatterhand – Lex Barker und seine Filme. Günter Albert Ulmer Verlag, Tuningen 1994, ISBN 3-924191-81-6.
- Manfred Christ: Graphische Träume. 800 Filmplakate deutscher und internationaler Produktionen. Bear-Family-Records, Hambergen 2004, ISBN 3-89916-050-9.
- Peter Mänz, Christian Maryska: Das Ufa-Plakat. Filmpremieren 1918 bis 1943. Umschau Braus, Heidelberg 1998, ISBN 3-8295-7002-3.
- Filmplakate 1908–1932. Aus den Beständen des Staatlichen Filmarchivs der DDR, Ausstellungskatalog. Potsdam 1986 OCLC 17879524.
- Klaus Dill: K. Dill Filmplakate. Herausgegeben von Joh. Heider mit einem Vorwort von Walter Schobert. Joh. Heider Verlag, Bergisch Gladbach 1997, ISBN 3-87314-323-2.
- Wolfgang Beilenhoff, Martin Heller (Hrsg.): Das Filmplakat. Museum für Gestaltung Zürich / Scalo-Verlag, Zürich / Berlin / New York 1995, ISBN 3-9803851-7-5.
- Hans-Martin Heider, Eberhard Urban (Hrsg.): Kunst fürs Kino – Die Plakate des Filmpreisträgers Klaus Dill. Henschel Verlag, Berlin 2002, ISBN 3-89487-441-4.
- Die 8-CD-Box Wilder Westen – Heißer Orient – Karl-May-Filmmusik 1936–1968 (Bear Family Records, BCD 16413 HL) enthält ein 192-seitiges Filmbuch mit in- und ausländischen Filmplakaten zu den Karl-May-Filmen. Text in deutscher Sprache.
- Gad Klein, Manfred Christ, Jürgen Brückner, Otto Hottmann, Richard Weize (Hrsg.): Sophia Loren „Wie herrlich eine Frau zu sein“. (Lucky To Be A Woman / La Fortuna Di Essere Donna). Baer Family Records, Hambergen 2003, ISBN 3-89795-895-3. (deutsch, englisch, italienisch)
- Jens Müller, Karen Weiland: FilmKunstGrafik – Ein Buch zur neuen deutschen Filmgrafik der 60er Jahre. Katalog zur gleichnamigen Ausstellung. Deutsches Filminstitut, Frankfurt am Main 2007, ISBN 978-3-88799-044-2.
- Peter Payer (Hrsg.): Filme malen – Der Wiener Plakatmaler Eduard Paryzek. Verlag Anton Pustet, Salzburg 2011, ISBN 978-3-7025-0622-3.
- Peter Osteried: Das große John Wayne Buch. MPW Verlag, Hille 2010, ISBN 978-3-931608-99-6.
- Helmut Radermacher, Peter Osteried, Jürgen Muth (Ill.): Das große Elvis Presley Buch. MPW Verlag, Hille 2011, ISBN 978-3-942621-01-4.
- Jasper P. Morgan: Spaghetti Heroes: Django – Sartana – Ringo. MPW Verlag, Hille 2008, ISBN 978-3-931608-86-6.
- Tobias Hohmann: Edgar & Bryan Edgar Wallace: Der Klassische Kriminalfilm. Band 2, MPW Verlag, Hille 2011, ISBN 978-3-942621-02-1.
- Museum Folkwang (Hrsg.): Bond, … James Bond – Filmplakate und Fotografien aus fünfzig Jahren. Steidl Vlg., Göttingen 2012, ISBN 978-3-86930-523-3.
- Julia König (Hrsg.): Filmplakate: Plakate aus der Sammlung der Wienbibliothek. Metro-Verlag, Wien 2012, ISBN 978-3-99300-087-5.
- Detlef Claus (Hrsg.): Asiatische Monster- und Science-Fiction-Filme: Das deutsche Werbematerial von 1956–2011. Belleville Verlag Michael Farin, München 2011, ISBN 978-3-943157-04-8.
- Henry Keazor (Hrsg.): Film Plakat Kunst. Dietrich Lehmann und der Heidelberger Filmclub der 50er Jahre, arthistoricum, Heidelberg 2017, ISBN 978-3-946653-71-4, ISBN 978-3-946653-72-1, doi:10.11588/arthistoricum.299.407
- Detlef Helmbold (Hrsg.): Mehr Kunst als Werbung. Das DDR-Filmplakat 1945–1990. Schriftenreihe der DEFA-Stiftung, Bertz + Fischer, Berlin 2018, ISBN 978-3-86505-410-4.

### Bücher in englischer Sprache
- Tony Nourmand, Graham Marsh (Hrsg.): Film Posters of the 30s. The Essential Movies of the Decade. Evergreen/Taschen, Köln 2005, ISBN 3-8228-4511-6.
- …Film Posters of the 40s. .., ISBN 3-8228-4516-7.
- …Film Posters of the 50s. .., ISBN 3-8228-4521-3.
- …Film Posters of the 60s. .., ISBN 3-8228-4526-4.
- …Film Posters of the 70s. .., ISBN 3-8228-4531-0.
- …Film Posters of the 80s. .., ISBN 3-8228-4536-1.
- …Film Posters of the 90s. .., ISBN 3-8228-4710-0.

(Anmerkung: die Bände „Film Posters of the 30s“ bis „… 80s“ sind zuvor in Großbritannien im Verlag Aurum Books erschienen. Nur der Band „Film Posters of the 90s“ erschien erstmals in Deutschland bei Taschen/Evergreen)
- Tony Nourmand, Graham Marsh (Hrsg.): Film Posters Horror. 1. Auflage: Aurum Press, London / New York 2004, ISBN 1-84513-010-3. (Neuauflage: Taschen Verlag, Köln 2006, ISBN 3-8228-5626-6)
- Tony Nourmand, Graham Marsh (Hrsg.): Film Posters Science Fiction. 1. Auflage. Aurum Press, London / New York 2003, ISBN 1-85410-946-4. (Neuauflage: Taschen Verlag, Köln, Juni 2006, ISBN 3-8228-5627-4)
- Tony Nourmand, Graham Marsh (Hrsg.): Exploitation Poster Art. 1. Auflage. Aurum Press, London / New York 2005, ISBN 1-84513-099-5. (Neuauflage: Taschen Verlag, Köln 2006, ISBN 3-8228-5625-8)
- Tony Nourmand, Graham Marsh (Hrsg.): X-Rated: Adult Movie Posters of the 60s and 70s. Volume 1, Snoeck-Ducaji & Zoon, 2003, ISBN 90-5349-433-2.
- Mark H. Wolff, Tony Nourmand (Hrsg.): Hitchcock Poster Art. 1. Auflage: Aurum Press, London 1999. (Neuauflage: Overlook Press, New York 1999, ISBN 1-58567-092-8)
- Babett Stach, Helmut Morsbach (Hrsg.): Posters of GDR-Films 1945–1990. K. G. Saur, München / London / New York / Paris 1991, ISBN 3-598-22591-1.
- Babett Stach, Helmut Morsbach (Hrsg.): German Film Posters 1895–1945. Vol. 3, K. G. Saur, München / London / New York / Paris 1992, ISBN 3-598-22593-8.

### Bücher in französischer Sprache
- Martine Boyer, Pierre Bourdy: Roger Soubie. Affiches de cinema / Movie Posters. (Stanislas Choko Collection, Band 1). intemporel Cinéma Archives, Paris 2005, ISBN 2-9517702-1-9.
- Aurélie Druart: Paris s’Affiche. Affiches de cinema / Movie Posters. (Stanislas Choko Collection, Band 2). intemporel Cinéma Archives, Paris 2006, ISBN 2-9517702-2-7.
- Christophe Capacci: Guy Gérard Noël. Affiches de cinema / Movie Posters. (Stanislas Choko Collection, Band 3). intemporel Cinéma Archives, Paris 2006, ISBN 2-9517702-3-5.
- Jean Segura: Boris Grinsson. Affiches de cinema / Movie Posters. (Stanislas Choko Collection, Band 4). intemporel Cinéma Archives, Paris 2006, ISBN 2-9517702-4-3.
- Martine Boyer, Pierre Bourdy: Monstres – humaines et inhumains – Affiches de cinema / Movie Posters. (Stanislas Choko Collection, Band 5). intemporel Cinéma Archives, Paris 2006, ISBN 2-9517702-5-1.
- Jean-Pierre Putters (Hrsg.): Ze Craignos Monsters. Vents d’Ouest, France 1993, ISBN 2-86967-159-8.
- Jean-Pierre Putters: Ze Craignos Monsters – le retour. Vents d’Ouest, France 1995, ISBN 2-86967-443-0.
- Jean-Pierre Putters: Ze Craignos Monsters – le re-retour. Vents d’Ouest, France 1998, ISBN 2-86967-769-3.